# 父母官
父母官是中国古代的百姓对州、县官的一种尊称。到了现代，随着公民意识的觉醒，民众对父母官一词甚是反感，相反，百姓才是官员的衣食父母。

## 渊源
河南省唐河县城南35千米，现存“召父渠”遗址。《明嘉靖南阳府志校注》记载：召父渠在唐河县南七十里的湖阳镇，为汉南阳太守召信臣所开。据《汉书》记载，西汉元帝时，召信臣任南阳太守期间，关心百姓疾苦，兴修水利，筑坝开渠，灌溉良田，使郡内“水丰地沃”。他还禁止婚丧大办，严惩贪官，于是政治清平，百姓官吏无不敬爱，尊称他为“召父”。又据《后汉书》记载，东汉南阳郡太守杜诗善用计谋，严惩不法，减徭轻赋，兴修水利，疏浚旧渠并发明“水排”。当时南阳人把他与召信臣相比说：“前有召父，后有杜母”，“父母官”一词即源于此。